# Tilen Finkšt
Tilen Finkšt (* 6. Juli 1997) ist ein slowenischer Radrennfahrer.

## Sportlicher Werdegang
Als Junior war Finkšt Mitglied der slowenischen Nationalmannschaft und startete im UCI Men Juniors Nations’ Cup sowie bei Welt- und Europameisterschaften. 2015 wurde er slowenischer Junioren-Meister im Straßenrennen. Mit dem Wechsel in die U23 wurde Finkšt 2016 Mitglied im damaligen Team Radenska. Auf der Straße blieb er in den sechs Jahren beim Team ohne zählbaren Erfolg. Bei einem Ausflug auf die Bahn gewann er mit der Mannschaft von Ljubljana Gusto Santic bei den erstmals ausgetragenen nationalen Meisterschaften im Jahr 2021 den Titel im Teamsprint.
Zur Saison 2022 wechselte Finkšt zum slowenischen Konkurrenzteam Adria Mobil. Mit seinem neuen Team wurde er 2022 auf der Bahn Slowenischer Meister in der Mannschaftsverfolgung. Nach einer Vielzahl von Podiums- und weiteren Top-10-Platzierungen auf der Straße erzielte Finkšt in seinem achten Jahr in der Elite seinen ersten Erfolg auf der UCI Europe Tour, als er die dritte Etappe der Istrian Spring Trophy 2023 im Massensprint gewann. Bereits im selben Monat folgte mit dem Sieg beim Grand Prix Adria Mobil der zweite Erfolg.

## Erfolge

### Straße
2015
- Slowenischer Meister – Straßenrennen (Junioren)

2023
- eine Etappe Istrian Spring Trophy
- Grand Prix Adria Mobil
- Prolog Bulgarien-Rundfahrt

2024
- Visegrad 4 Kerékpárverseny
- Gesamtwertung und eine Etappe Gemenc Grand Prix

### Bahn
2021
- Slowenischer Meister – Teamsprint (mit Anže Skok und Blaž Avbelj)

2022
- Slowenischer Meister – Mannschaftsverfolgung (mit Nik Čemažar, David Per und Jaka Špoljar)